# Especially For You 〜優しさにつつまれて〜
『Especially For You 〜優しさにつつまれて〜』（エスペシャリー・フォー・ユー やさしさにつつまれて）は、Winkの2枚目のオリジナル・アルバム。

## 概要
先行シングル「涙をみせないで 〜Boys Don't Cry〜」とカップリング曲「Only Lonely」を収録。ほか、アルバムのタイトル曲でもあるカイリー・ミノーグ&ジェイソン・ドノヴァンのデュエットナンバーで1988年に発表された「Especially for You」や、コニー・フランシスの1962年のヒット曲「I'm Gonna Be Warm this Winter」、ブロンディの1979年のヒット曲「Heart Of Glass」のカバーなどが収録されている。形式上はオリジナルアルバムとなるが、7曲目「Remember Sweet」を除き全て洋楽のカバーで構成されている。
初のオリコン・アルバムチャート総合1位を獲得。Winkの全アルバム中、最大のヒット作品である。
規格品番はそれぞれ、1989年4月25日リリース - レコード:R25R-3501、カセット:X25R-3501、CD:H30R-10001（PolyGram通じて発売された海外盤も同一番号）。2013年12月18日リリース - Blu-spec CD:XQJX-1041。2018年7月11日リリース - UHQCD:PSCR-6259。
「Especially For You」は、1989年から1993年まで夏のコンサートツアーのタイトルにもなっていた。
2018年7月11日には、レコチョク、およびe-onkyo music（オンキヨー）、mora（レーベルゲート）などの音楽配信サイトでハイレゾ版（96kHz/24bit）を含むダウンロードアルバムの配信が開始された。

## 収録曲
| #         | タイトル                                                   | 作詞                                    | 作曲                                    | 編曲      | 時間  |
| --------- | ---------------------------------------------------------- | --------------------------------------- | --------------------------------------- | --------- | ----- |
| 1.        | 「Especially For You」(日本語詞: 及川眠子)                 | M.Stock・M.Aitken・P.Waterman           | M.Stock・M.Aitken・P.Waterman           | 船山基紀  | 4:09  |
| 2.        | 「Baby Me」(相田翔子ソロ / 日本語詞: 及川眠子)             | H.Knight・B.Steinberg                   | H.Knight・B.Steinberg                   | 杉山卓夫  | 3:45  |
| 3.        | 「硝子の心 〜Heart Of Glass〜」(日本語詞: 森雪之丞)        | D.Harry・C.Stein                        | D.Harry・C.Stein                        | 船山基紀  | 4:02  |
| 4.        | 「Only Lonely」(日本語詞: 及川眠子)                        | Ben Findon・Michael Myers・Robert Puzey | Ben Findon・Michael Myers・Robert Puzey | 船山基紀  | 4:36  |
| 5.        | 「Take Me To Heaven」(鈴木早智子ソロ / 日本語詞: 及川眠子) | M.Ingman・B.Glenmark                    | M.Ingman・B.Glenmark                    | 船山基紀  | 3:36  |
| 6.        | 「おしゃれ泥棒」(日本語詞: 森本抄夜子)                     | M.Barkan・H.Hunter                      | M.Barkan・H.Hunter                      | 若草恵    | 3:05  |
| 7.        | 「Remember Sweet」                                         | 及川眠子                                | 網倉一也                                | 小林信吾  | 4:20  |
| 8.        | 「ひきとめないで」(相田翔子ソロ / 日本語詞: 森本抄夜子)    | D.Harry・S.Justman                      | D.Harry・S.Justman                      | 杉山卓夫  | 4:22  |
| 9.        | 「優しく愛して…」(鈴木早智子ソロ / 日本語詞: 森雪之丞)     | Ben Findon・Michael Myers               | Ben Findon・Michael Myers               | 若草恵    | 4:10  |
| 10.       | 「涙をみせないで 〜Boys Don't Cry〜」(日本語詞: 及川眠子)  | Matjaz Kosi                             | Matjaz Kosi                             | 船山基紀  | 3:41  |
| 合計時間: | 合計時間:                                                  | 合計時間:                               | 合計時間:                               | 合計時間: | 39:46 |

### 曲解説
1. Especially For You
  - ニッポン放送ラジオ『あなたにWINK』エンディングテーマ。
  - カイリー・ミノーグとジェイソン・ドノヴァンの「Especially for You」の日本語詞カヴァー。
2. Baby Me
  - 相田翔子ソロ。ホーリー・ナイトの同名楽曲の日本語詞カヴァー。
3. 硝子の心 〜Heart Of Glass〜
  - ブロンディ「Heart of Glass」の日本語詞カヴァー。
4. Only Lonely
  - 「涙をみせないで 〜Boys Don't Cry〜」のカップリング曲。ザ・ドゥーリーズ「Body Language」の日本語詞カヴァー。
5. Take Me To Heaven
  - 鈴木早智子ソロ。アニカ・ブルマンの同名楽曲の日本語詞カヴァー。
6. おしゃれ泥棒
  - コニー・フランシス「I'm Gonna Be Warm this Winter」の日本語詞カヴァー。
7. Remember Sweet
  - 明治製菓（現・明治）「明治マーブルチョコレート」「明治チョコレート DD」CMソング。
8. ひきとめないで
  - 相田翔子ソロ。デビー・ハリー「You Got Me in Trouble」の日本語詞カヴァー。
9. 優しく愛して…
  - 鈴木早智子ソロ。ノーランズ「Let's Make Love」の日本語詞カヴァー。
10. 涙をみせないで 〜Boys Don't Cry〜
  - 4枚目のシングル表題曲。ムーラン・ルージュ「Boys Don't Cry」の日本語詞カヴァー。